# 本頭媽廟

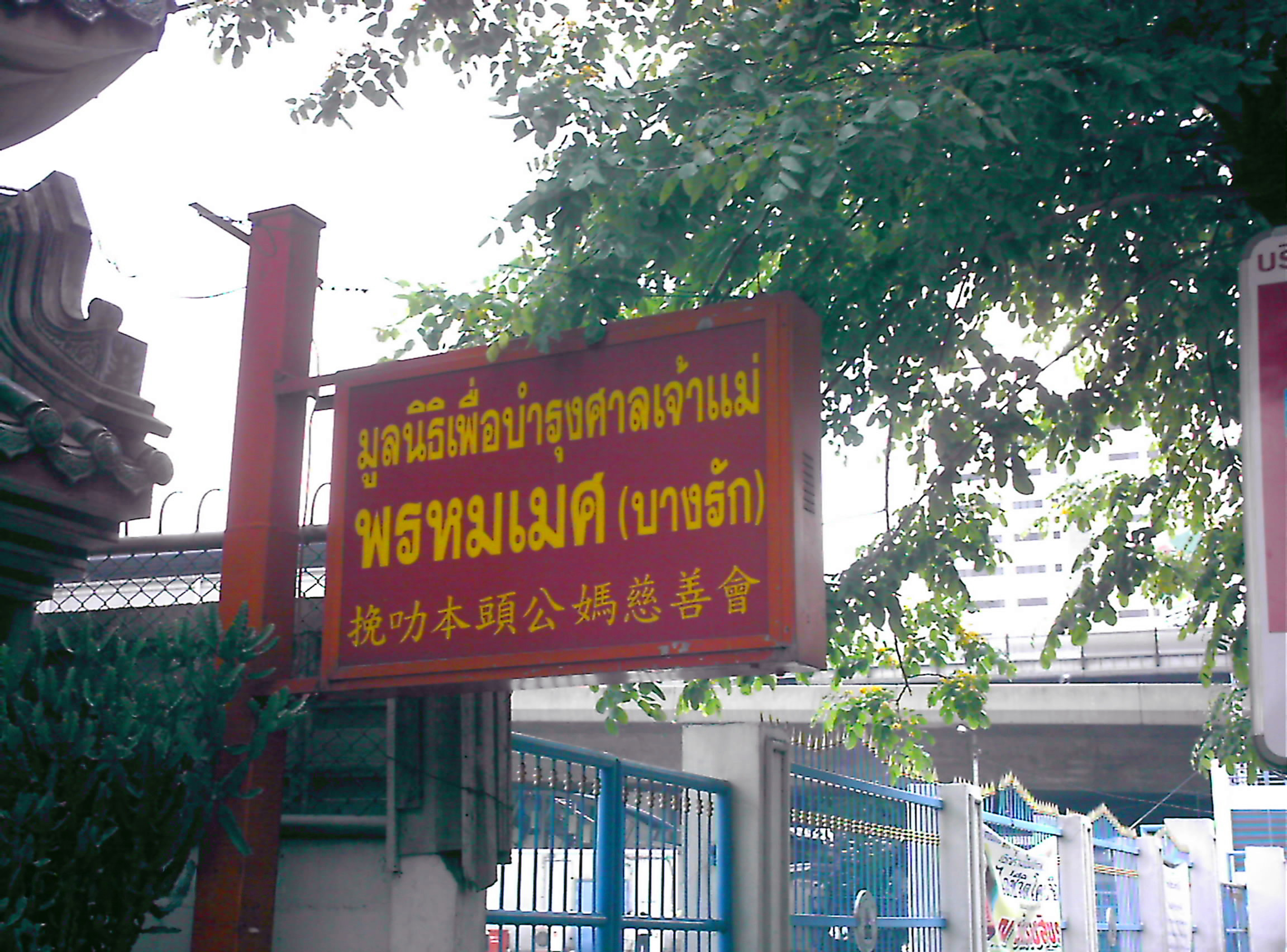
挽叻本頭公媽慈善會的招牌

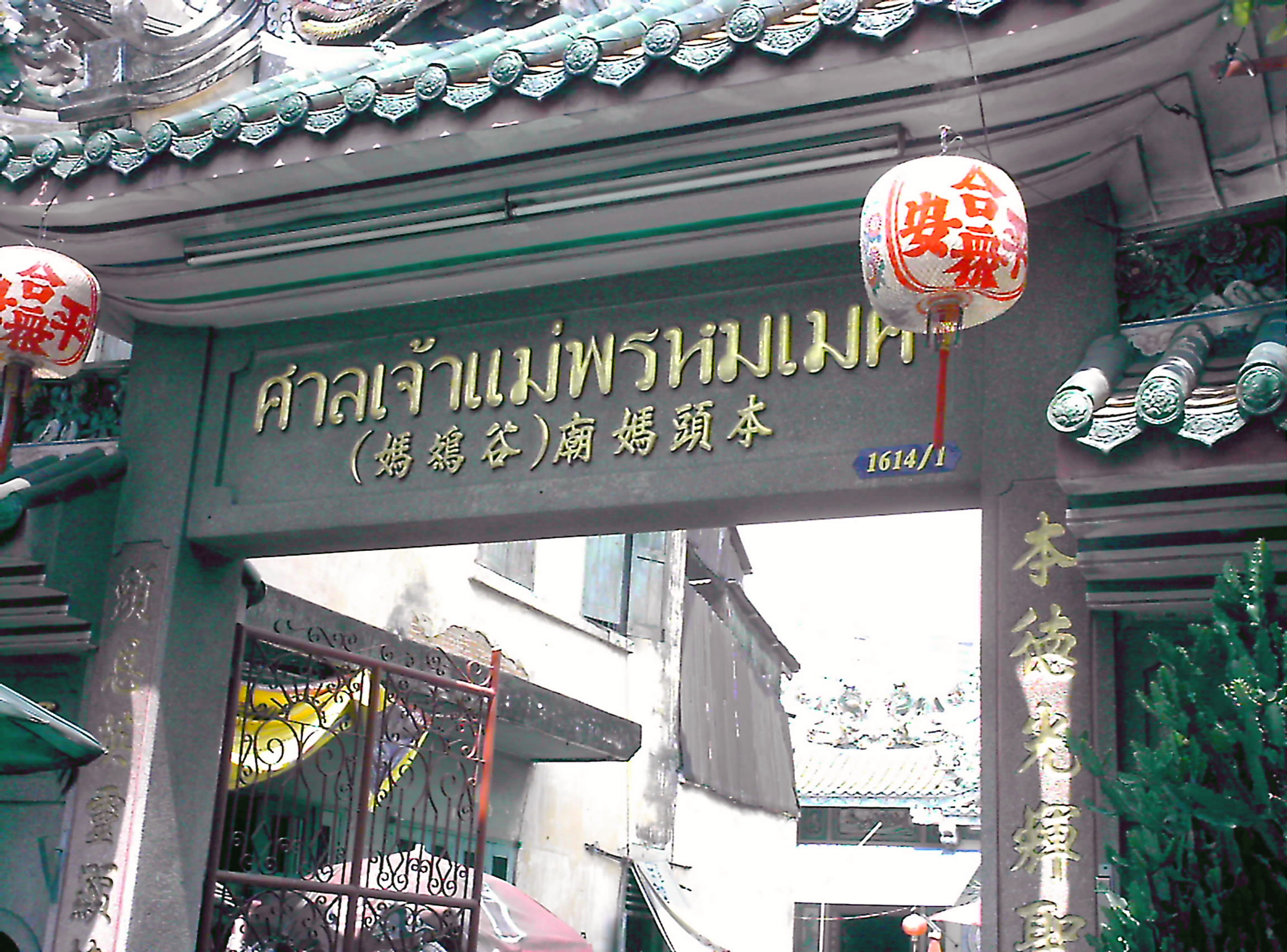
挽叻縣的本頭媽廟(谷雞媽)之山門

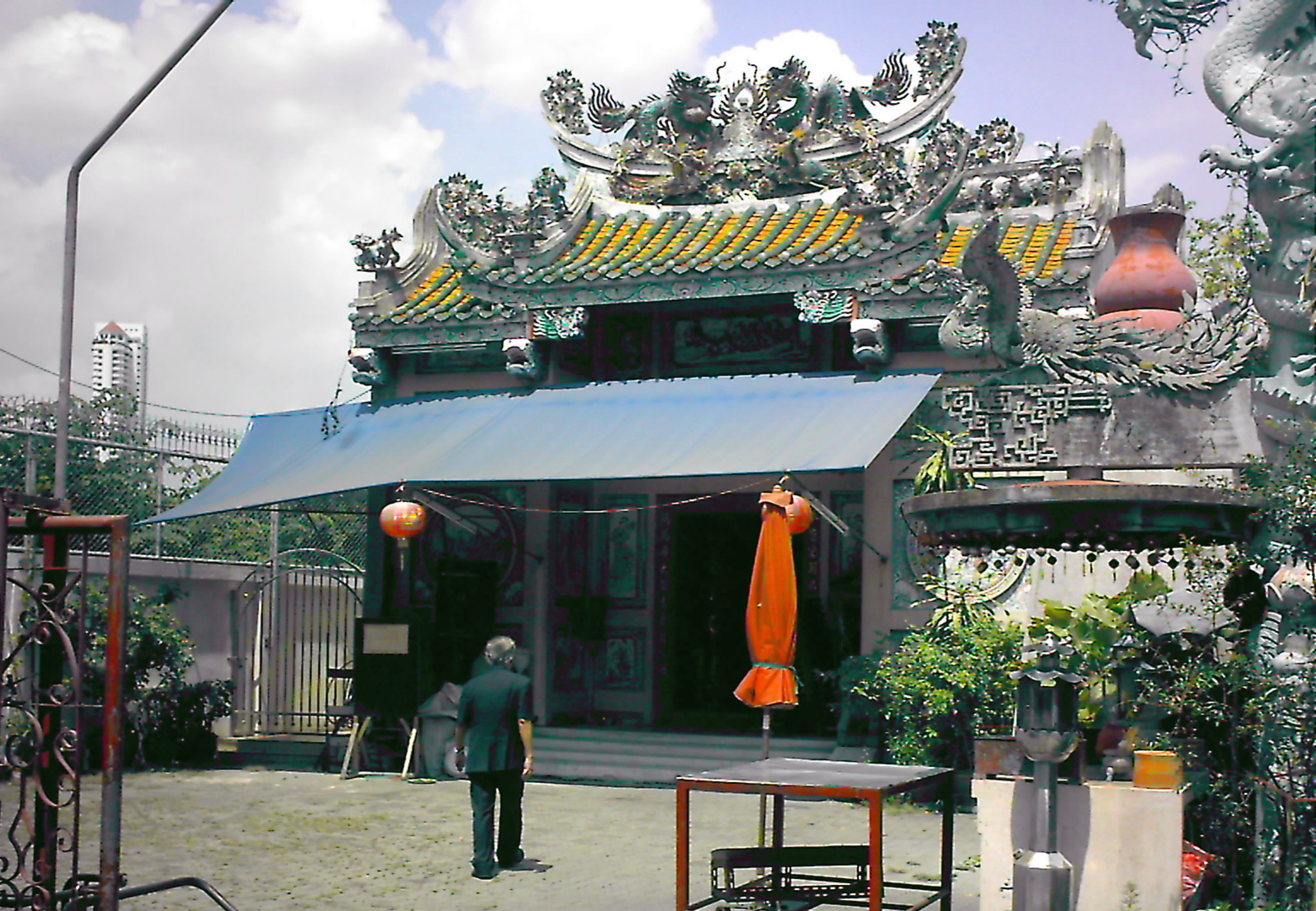
挽叻縣的本頭媽廟(谷雞媽)之大殿

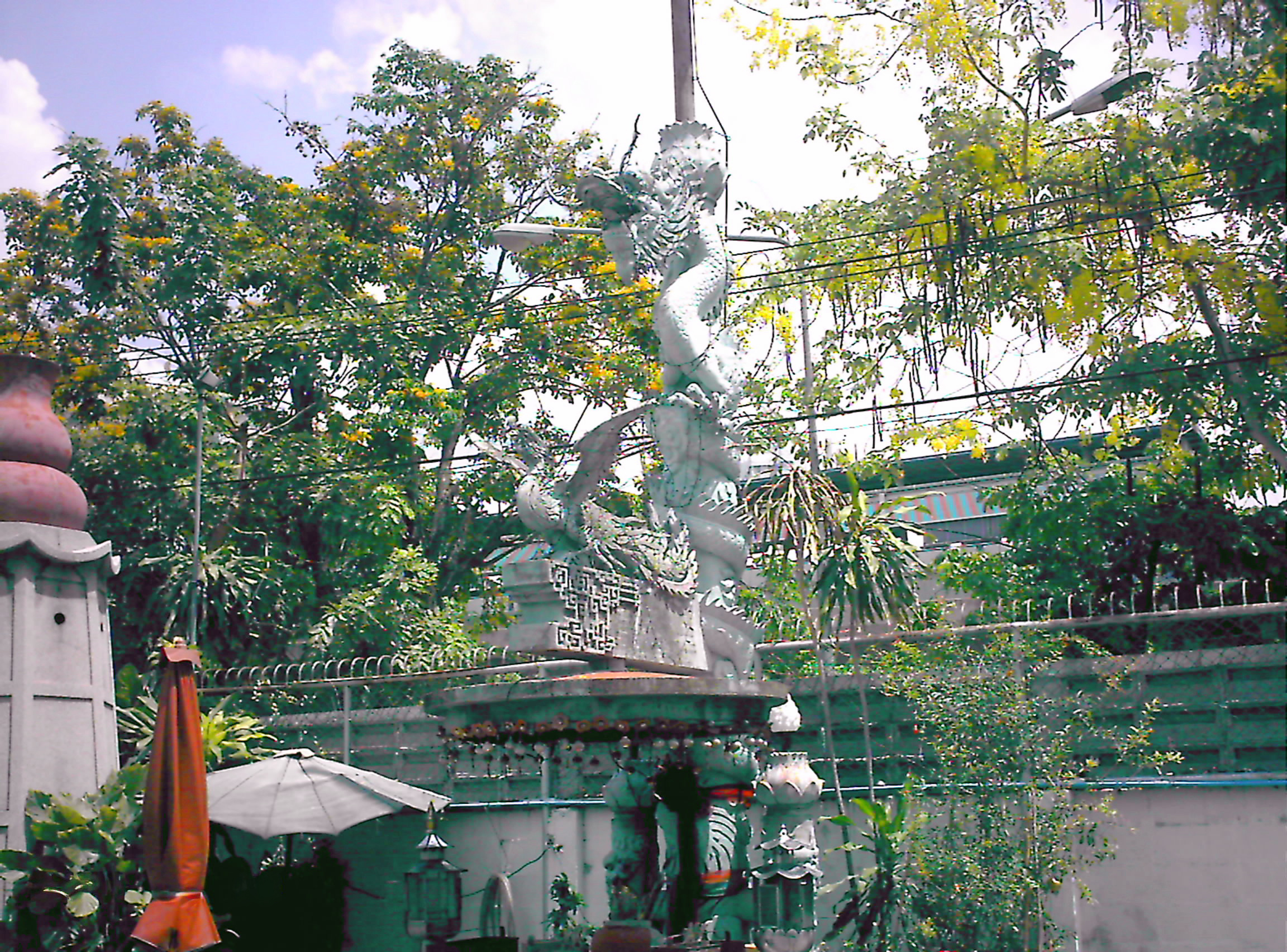
挽叻縣的本頭媽廟(谷雞媽)之花園裡的龍鳳柱

本頭媽廟，俗稱“谷雞媽”，它位於泰國的首都曼谷之挽叻縣的石龍軍路1614/1號，鄰近鄭皇橋。此處亦為挽叻本頭公媽慈善會。

## 建築
- 前山門招牌：本頭媽廟(谷雞媽)；國泰民安。
- 前山門的對聯：本德光輝聖頌傳萬世；頭恩英靈顯赫保庶民。
- 後山門招牌：福緣善慶；風調雨順。
- 花園有龍鳳柱、化寶塔爐、香爐。
- 大殿門招牌：本頭媽廟
- 大殿門的對聯：本德宏開錫禎祥於世界；媽恩廣大敷吉慶於人間。
- 主祀：本頭媽，即：土地婆。
  - 神壇的對聯：普濟慈航百蠻叨母德；恩深貫舶三奶信婆心。
- 左祀：關羽
  - 神壇的對聯：百世威名耀名冊；千秋忠義照人寰。
- 右祀：財神
  - 神壇的對聯：玉盞祥光浮畫閣；金爐香氣溢華堂。

## 公共交通
- 曼谷集體運輸系統，架空電車，是隆線，鄭皇橋車站。

## 外部連結
- 2009年4月拍攝的挽叻本頭媽廟之影像